# Murmidius ovalis
Murmidius ovalis là một loài bọ cánh cứng trong họ Cerylonidae. Loài này được Beck miêu tả khoa học năm 1817.